# Брсковски динар
Брсковски динар је назив за средњовјековни сребрни динар Краљевине Србије, рађен у ковачници (тврђави) рудника Брсково (код данашњег Мојковца, у Црној Гори). Како су емисије новца називане према његовом поријеклу, тако се већ 1277. године, за вријеме краља Драгутина, назив „брсковски динар“ нашао у Дубровачком царинском статуту. Понекад се новац по поријеклу помињао у ширем смислу области или државе, као „динари краља Рашке“ (1282) и „рашки динари“ (1292) како је навођено у Венецији. Брсковски динар је био познат и као динар: „са крстом и љиљаном“ и динар „са мачем“. Сличан са млетачком сребрном кованицом, касније је имао и латински натпис. Имајући у виду да је већина новца из средњовјековне српске државе завршавала у иностранству (само је сребро, као квалитетно, било најбољи извозни артикл) посредством трговаца и овај се динар у страним земљама добро котирао: преко Венеције, као квалитетан, разглашен је по Италији. Називали су га „grossi de Brescoa“ (грошеви из Брскова). У писаним изворима се често помињу и као динари: „denarii de Bresco“ или „de Brescoa“.

## Опадање квалитета
Средњи вијек је био вијек фалсификовања новца и ковање је било веома хаотично. Квалитет сребрњака из Брскова у Венецији је цијењен позитивним записима: „denaria de Brescoa boni“ и „grossi de Brescua de argento bono“. Међутим, временом су се појавили и „лоши“ записи о брсковским сребрњацима: „bona, mala et falsa moneta de Briscoa“. Млечани и Дубровчани су одлукама својих вијећа, издавали честе наредбе против рђавих брсковских динара и утврђивали курс овој монети. Године 1282, Млетачко вијеће наређује кнезовима у Задру и Дубровнику, конзулима у Пуљи, Драчу и Котору – да пазе на брсковске динаре и сузбију рђаве. На почетку XIV вијека, у Дубровнику је био нарочит колегијум официјала (offciales super grossos de Brescua) који је имао задатак истраживања рђавих брсковских динара. Није само овај динар био на тапету, већ и новац из осталих ковница у Србији: уредбом из 1303. године, дубровачка влада доноси одлуку да се „новац Рашке, из Брскова и осталих крајева Славоније (Србије) забрани због умножавања и фалсификата у оптицају“.